# Xã Hopkins, Quận Nodaway, Missouri
Xã Hopkins (tiếng Anh: Hopkins Township) là một xã thuộc quận Nodaway, tiểu bang Missouri, Hoa Kỳ. Năm 2010, dân số của xã này là 739 người.